# Гусево (Судиславский район)
Гу́сево — деревня в Расловском сельском поселении Судиславского района Костромской области России.

## География
Деревня расположена у реки Меза.

## История
Согласно Спискам населенных мест Российской империи в 1872 году деревня относилась к 1 стану Костромского уезда Костромской губернии. В ней числилось 11 дворов, проживало 33 мужчины и 30 женщин.
Согласно переписи населения 1897 года в деревне проживало 98 человек (44 мужчины и 54 женщины).
Согласно Списку населенных мест Костромской губернии в 1907 году деревня относилась к Богословской волости Костромского уезда Костромской губернии. По сведениям волостного правления за 1907 год в ней числилось 19 крестьянских дворов и 124 жителя. Основным занятием жителей деревни, помимо земледелия, был извоз.
До муниципальной реформы 2010 года деревня также входила в состав Расловского сельского поселения Судиславского района.

## Население
Численность населения населённого пункта менялась по годам:
| Население по годам  |      |      |      |      |      |
| Год                 | 1877 | 1897 | 1907 | 2008 | 2014 |
| Жителей             | 63   | 98   | 124  | 4    | 7    |
| Крестьянских дворов | 11   | —    | 19   | —    | —    |

| 2008 | 2010 | 2014 |
| ---- | ---- | ---- |
| 4    | ↗5   | ↘4   |